# Windpaißing
Windpaißing ist ein Ortsteil der Stadt  Nabburg im Oberpfälzer Landkreis Schwandorf (Bayern).

## Geografie
Windpaißing liegt 2 Kilometer westlich der Bundesautobahn 6 und ungefähr 6 Kilometer nordwestlich von Nabburg. Windpaißing liegt auf dem Südwesthang des 626 Meter hohen Kulm. Südlich des Ortes entspringt der Legenbach. Südöstlich von Windpaißing erhebt sich der 570 Meter hohe Eichelberg.
Der Untergrund von Windpaißing besteht aus Gneis mit eingelagertem Granit und buntem Hornstein.

## Name
Der Ortsname Windpaißing bedeutet Eigentum des Windboz oder Wintpoz. Dabei kommt Wind (Wint) von Wende, Slawe. Boz oder poz bedeutet Knopf, kleiner Klumpen. Es handelt sich um eine verächtliche Bezeichnung der Slawen durch die Deutschen. Mit Knopf wurde in Süddeutschland jemand bezeichnet, der abstoßend im Umgang war, vielleicht bedingt durch den Sprachunterschied. Andere Deutungen des Ortsnamens sind: Windbruch, Ort, wo der Wind anschlägt (Joseph Schnetz, Paul Reinecke, Georg Buchner: Zu oberpfälzischen Ortsnamen, 1933).

## Geschichte
Windpaißing (auch: Wimparszing) wurde im Salbuch von 1413 erstmals schriftlich erwähnt mit einer Steuer von 1/2 Pfund zu Walpurgis und 6 Schilling zu Michaelis. Im Salbuch von 1473 wurde Windpaißing mit einer Steuer von 5 Pfund, 4 Schilling und 10 Pfennig aufgeführt. Im Salbuch von 1513 war Windpaißing mit einem Geldzins zu Walpurgis und Michaelis von 4 Höfen, mit Scharwerkgeld von 4 Höfen zu Mariä Lichtmess, mit einem jährlichen Jägergeld von 4 Höfen und mit einem Naturalzins an Hafer verzeichnet. Im Amtsverzeichnis von 1596 erschien Windpaißing mit 4 Höfen. Im Türkensteueranlagsbuch von 1606 waren für Windpaißing 4 Höfe, 2 Fohlen, 12 Ochsen, 11 Kühe, 8 Rinder, 3 Schweine, 4 Frischlinge, 64 Schafe und eine Steuer von 13 Gulden und 13½ Kreuzer eingetragen.
Während des Dreißigjährigen Krieges hatte Windpaißing konstant in den Jahren 1500, 1523, 1583, 1631, 1658, 1712 jeweils 4 Untertanen. Die Kriegsaufwendungen betrugen 290 Gulden.
Im Herdstättenbuch von 1721 erschien Windpaißing mit 4 Anwesen, 5 Häusern und 5 Feuerstätten. Im Herdstättenbuch von 1762 erschien Windpaißing mit 4 Herdstätten, 2 Inwohnern und einer Herdstätte im Hirtenhaus mit einem Inwohner. 1792 hatte Windpaißing 4 hausgesessene Amtsuntertanen. 1808 gab es in Windpaißing 4 Anwesen und ein Hirtenhaus.
1808 begann in Folge des Organischen Ediktes des Innenministers Maximilian von Montgelas in Bayern die Bildung von Gemeinden. Dabei wurde das Landgericht Nabburg zunächst in landgerichtische Obmannschaften geteilt. Windpaißing kam zur Obmannschaft Wolfsbach. Zur Obmannschaft Wolfsbach gehörten: Wolfsbach, Gösselsdorf, Götzendorf, Windpaißing, Littenhof, Scharlmühle und Rödlmühle.
Dann wurden 1811 in Bayern Steuerdistrikte gebildet. Dabei kam Windpaißing zum Steuerdistrikt Gösselsdorf. Der Steuerdistrikt Gösselsdorf bestand aus dem Dorf Gösselsdorf, den beiden Weilern Götzendorf und Windpaißing, der Einöde Scharlmühle und einem Holz der Messverwaltung Nabburg. Er hatte 22 Häuser, 180 Seelen, 150 Morgen Äcker, 75 Morgen Wiesen, 75 Morgen Holz, 1 Weiher, 20 Morgen öde Gründe und Wege, 1 Pferd, 36 Ochsen, 36 Kühe, 50 Stück Jungvieh, 90 Schafe und 24 Schweine.
Schließlich wurde 1818 mit dem Zweiten Gemeindeedikt die übertriebene Zentralisierung weitgehend rückgängig gemacht und es wurden relativ selbständige Landgemeinden mit eigenem Vermögen gebildet, über das sie frei verfügen konnten. Hierbei kam Windpaißing zur Ruralgemeinde Gösselsdorf. Die Gemeinde Gösselsdorf bestand aus den Ortschaften Gösselsdorf mit 16 Familien, Windpaißing mit 7 Familien, Götzendorf mit 5 Familien, Scharlmühle mit 2 Familien, Inzendorf mit 15 Familien, Legendorf mit 7 Familien und Kadermühle mit 2 Familien. Im Januar 1972 wurde die Gemeinde Gösselsdorf in die Gemeinde Schmidgaden eingegliedert. Im Juli 1972 wurde Windpaißing aus der Gemeinde Schmidgaden ausgegliedert und in die Gemeinde Nabburg eingegliedert.
1880 wurde östlich von Windpaißing ein Granitsteinbruch eröffnet, der ungefähr 200 Bewohnern der Umgebung Arbeitsmöglichkeiten bot. Der Steinbruch hieß Kulm Blauberg und gehörte als Ortsteil Kulm zur damaligen Gemeinde Gösselsdorf. 1889 wurde unterhalb des Steinbruchs eine Kantine für die Arbeiter erbaut. Heute dient das Gebäude als Gastwirtschaft.
Windpaißing gehörte vom 18. bis zum 20. Jahrhundert zur Pfarrei Nabburg, Dekanat Nabburg.

## Einwohnerentwicklung ab 1819
| Jahr | Einwohner  | Gebäude |
| ---- | ---------- | ------- |
| 1819 | 7 Familien | k. A.   |
| 1838 | 41         | 5       |
| 1864 | 35         | 18      |
| 1875 | 39         | 29      |
| 1885 | 39         | 6       |
| 1900 | 46         | 7       |
| 1913 | 40         | 5       |

| Jahr | Einwohner | Gebäude |
| ---- | --------- | ------- |
| 1925 | 40        | 6       |
| 1950 | 53        | 9       |
| 1961 | 49        | 10      |
| 1964 | 49        | 10      |
| 1970 | 56        | k. A.   |
| 1987 | 49        | 16      |
| 2011 | 45        | k. A.   |